# Oreorhamnus serrulatus
Oreorhamnus serrulatus là một loài thực vật có hoa trong họ Táo. Loài này được Henry Nicholas Ridley mô tả khoa học đầu tiên năm 1920.

## Phân bố
Loài này được tìm thấy ở Malaysia bán đảo (Kedah, Perak) và đảo Borneo.

## Mô tả
Cây bụi hoặc cây gỗ nhỏ, mọc thẳng. Các chồi có lông màu đỏ. Lá mọc so le, dạng da mỏng, hình mác, hẹp cả hai đầu, có khía răng cưa nhỏ, nhẵn nhụi, gân 6 đôi với gân giữa nổi cao ở mặt dưới và lõm ở mặt trên, các mắt lưới ở sát các bên rất mịn, dài 7,5 cm, rộng 2,5 cm; cuống lá dài 1,2-1,3 cm, có lông tơ khi non. Hoa rất nhỏ, ở nách lá trên các chồi non, với cuống hoa ngắn có lông tơ. Đài hoa hình chuông, 5 thùy hình tam giác nhọn có lông ở mặt ngoài. Cánh hoa rất nhỏ, hình thìa, 2 thùy. Nhị 5, đối diện cánh hoa và dược bao bọc trong nó; chỉ nhị thanh mảnh, mọc từ một đĩa rất mỏng lót ống đài. Bao phấn hình elipxoit, nứt dọc. Bầu nhụy 3 thùy rời tới đáy, có lông; noãn 1 mỗi ngăn. Vòi nhụy 3, ngắn, hình trụ cắt cụt. Không thấy quả.